# ATP Nizza 1983
L'ATP Nizza 1983 è stato un torneo di tennis giocato sulla terra rossa. È stata la 12ª edizione del torneo, che fa parte del Volvo Grand Prix 1983. Si è giocato a Nizza in Francia dal 21 al 27 marzo 1983.

## Campioni

### Singolare maschile
Henrik Sundström ha battuto in finale  Manuel Orantes con il punteggio di 7–5, 4–6, 6–3

### Doppio maschile
Bernard Boileau /  Libor Pimek hanno battuto in finale  Bernard Fritz /  Jean-Louis Haillet con il punteggio di 6–3, 6–4